# Empis japonica
Empis japonica är en tvåvingeart som beskrevs av Frey 1955. Empis japonica ingår i släktet Empis och familjen dansflugor. Inga underarter finns listade i Catalogue of Life.